# Iphimoides fabianae
Iphimoides fabianae là một loài bọ cánh cứng trong họ Chrysomelidae. Loài này được Zoia miêu tả khoa học năm 2004.